# 毎日モーツァルト
『毎日モーツァルト』（まいにちモーツァルト）は、2006年にNHK-BSで放送された音楽番組である。

## 概要
2006年、35年と言う短い生涯の間に700曲を超える作品を残した作曲家、ヴォルフガング・アマデウス・モーツァルトの生誕250年を記念してNHKが企画し、1月30日から衛星第2とBS-Hiで放送開始、1年間にわたって、タイトル通り月曜日から金曜日の毎日、モーツァルトの魅力と曲の数々を紹介した。
番組のコンセプトは、モーツァルトの曲を1日1曲、彼の人生の軌跡とともに紹介するというもの。俳優の山本耕史を案内人に、モーツァルトファンの著名人がモーツァルトの魅力を語る「アイラブモーツァルト」のコーナーのほか、山本によるモーツァルトの手紙の朗読もあった。
2006年11月03日(10:00 - 11:50）『毎日モーツァルトスペシャル 「山本耕史とたどるモーツァルトへの旅」』が放送。山本耕史がモーツァルトゆかりのザルツブルグ・ウィーン・プラハなどを訪れ人生をたどった。
2006年12月29日まで全205回にわたって放送された。また、最終回翌日の12月30日には、『ありがとうアマデウス これからもモーツァルト』と題した特別番組がBS-hiで放送（21:00 - 23:00）された。
年明けの2007年1月8日からは後番組として、宮﨑あおいが案内人を務める『ぴあのピア』を放送している。
なお、2006年11月より、CS放送「LaLa TV」で再放送している。

## 案内人
- 山本耕史
2004年NHK大河ドラマ『新選組!』で土方歳三役を演じ、2006年1月1日放送の同作品の特別編『新選組!! 土方歳三 最期の一日』にも主演のほか、2005年12月31日の第56回NHK紅白歌合戦では司会も務めた。

## 放送日時
NHK（2006年1月30日 - 12月29日）
- デジタル衛星ハイビジョン：
  - 原則平日 7:35 - 7:45、21:50 - 22:00
  - 日曜 6:00 - 6:50（1週間分まとめて）
- 衛星第2：原則平日 18:45 - 18:55

NHKの放送時、同日放送後にブロードバンドの4th MEDIA（ぷららネットワークス）でも配信された。
LaLa TV（2007年現在）
- 月 - 金曜 15:00 - 15:29
- 月 - 金曜 25:00 - 25:29（火 - 土曜未明 1:00 - 1:29）
1日2回分を放送。

NHK BS103
5:30 - 6:00に再放送。